# Гамбург, Клемент
Клемент Гамбург (англ. Clement Hambourg; 31 июля 1900, Лондон — 3 февраля 1973, Торонто) — канадский пианист российского происхождения. Сын Михаила Гамбурга, младший из братьев Гамбург.
Учился у своего отца в Лондоне, а затем в Торонто, куда Михаил Гамбург с тремя сыновьями переехал в 1910 г. Дебютировал в 1925 г., в дальнейшем сочетал сольную карьеру с преподаванием в Консерватории Гамбурга, основанной его отцом и возглавляемой братом Борисом. Однако влечение к академической музыке у самого младшего из братьев Гамбургов оказалось не настолько сильно, как у остальных, и в конце концов было перевешено интересом к джазу: в 1946 г. Клемент Гамбург и его жена Рут открыли джаз-клуб «Дом Гамбургов» (англ. House of Hambourg) — один из первых в Торонто, просуществовавший до 1963 года.
Супруги Гамбург и их клуб выведены в мюзикле Ника Готема и Бануты Рабесс «Boom, Baby, Boom!», поставленного в Торонто в 1988 году.